# Torre Polder
La Torre Polder (en neerlandés: Poldertoren)  es una torre de agua en el centro de la ciudad de Emmeloord, en los Países Bajos. La torre de 65 metros fue construida en 1959 y tiene un gran carillón. La torre ya no está en uso como una torre de agua. El propietario de la torre era la compañía de agua, Vitens, pero desde el año 2005 el municipio de Noordoostpolder es el dueño de la torre. Existe una réplica de esta torre de agua en Japón. La torre mide 65,3 metros de altura con una veleta en la parte superior con lo que la altura total alcanza los 70,5 metros. Los visitantes pueden subir los 243 escalones para llegar a una altura de 43,4 metros.